# 北見芸術文化ホール
北見芸術文化ホール（きたみげいじゅつぶんかホール）は、北海道北見市にある文化施設。通称「きた・アート21」。

## 概要
オホーツク圏の芸術文化の拠点や生涯学習を推進する施設として開館した。北海道旅客鉄道（JR北海道）北見駅、「オホーツク木のプラザ」、「北見市立中央図書館」に隣接しており、ホール前には「駅南多目的広場」がある。
「北見市民ホール条例」に基づき北見市が設置しており、指定管理者の「協同組合日専連北見」が管理運営を行っている。開館と同時期に「北見芸術文化ホールボランティア友の会」が発足し、自主文化事業の際に受付・会場案内などをボランティアで支援している。

## 施設
「ホール・各室一覧」参照
「音楽ホール」はシューボックス型のコンサートホールであり、室内楽や30人前後の小編成オーケストラの演奏に適合することを最優先とした音響設計になっている。「中ホール」は演劇、ポピュラー音楽、ミュージカル、日本伝統芸能、講演会など幅広いジャンルに対応する多機能ホールになっている。和室1、和室2、茶室は通して利用することができる。
音楽ホール
- 残響時間（1.3秒から1.8秒）
- 舞台（間口14.8 m、奥行10.0 m、高さ10.4 m）
- 舞台設備（バトン3）

中ホール
- 残響時間（0.8秒）
- 舞台（間口14.4 m、奥行12.4 m、高さ7.2 m）
- 舞台設備（緞帳1、変形（4種）絞り緞帳1、一文字幕5、袖幕4、中割引幕1、スクリーン1、バック幕1、ホリゾント幕1、バトン7）

リハーサル室
- 定員75名
- 面積105 m²

練習室
- 大練習室（定員120名、面積206 m²）
- 中練習室（定員50名、面積100 m²）
- 小練習室1（定員30名、面積50 m²）
- 小練習室2（定員30名、面積58 m²）

和室・茶室
- 和室1（定員20名、畳10畳）
- 和室2（定員30名、畳18畳）
- 茶室（8畳、6畳、置水屋6畳）

スタジオ
- 面積54 m²

多目的室
- 定員60名
- 面積71 m²

会議室
- 定員 12名
- 面積39 m²